# Antiporus simplex
Antiporus simplex är en skalbaggsart som beskrevs av Watts 1978. Antiporus simplex ingår i släktet Antiporus och familjen dykare. Inga underarter finns listade i Catalogue of Life.